# Río Coig
Le río Coig ou río Coyle est un fleuve de Patagonie qui coule dans la province de Santa Cruz, en Argentine. Il est peu abondant et parfois à sec.

## Géographie
Il nait dans la cordillère des Andes près de la frontière chilienne, sous forme de trois bras.
- Le premier situé au nord pénètre dans la meseta de las Vizcachas, sous le nom de río Pelque. Il provient des hauteurs qui entourent le lac Argentino.
- Le second, porte le nom de Coig proprement dit. Il nait dans le lac Esperanza, plan d'eau de plus ou moins 8 km de long situé à 420 mètres d'altitude. Ce bras est alimenté ultérieurement par le petit cours d'eau las Piedras. Il se dirige droit vers l'est s'unissant au bras nord ou río Pelque près de l'Estancia El Chingolo.
- Le bras sud pour sa part a ses sources dans la meseta La Torre, puis coule en direction est, coupe la meseta de Güer Aike et se réunit plus loin au bras nord.

Les eaux réunies du Río Coig diminuent alors considérablement par évaporation due aux vents importants et par infiltration.  
Il finit par se jeter dans la mer Argentine au niveau de la ville de Puerto Coig. Mais avant son estuaire, de 23 kilomètres de long, il se divise en deux bras isolant une île, l'Isla Alargada. Son embouchure est obstruée par un grand banc de sable et de pierraille. 
- La surface de son bassin versant est de 26 376 km2.

## Débit
Son débit final est estimé à 5 m3/s en moyenne. 